# PKP řada Ty246

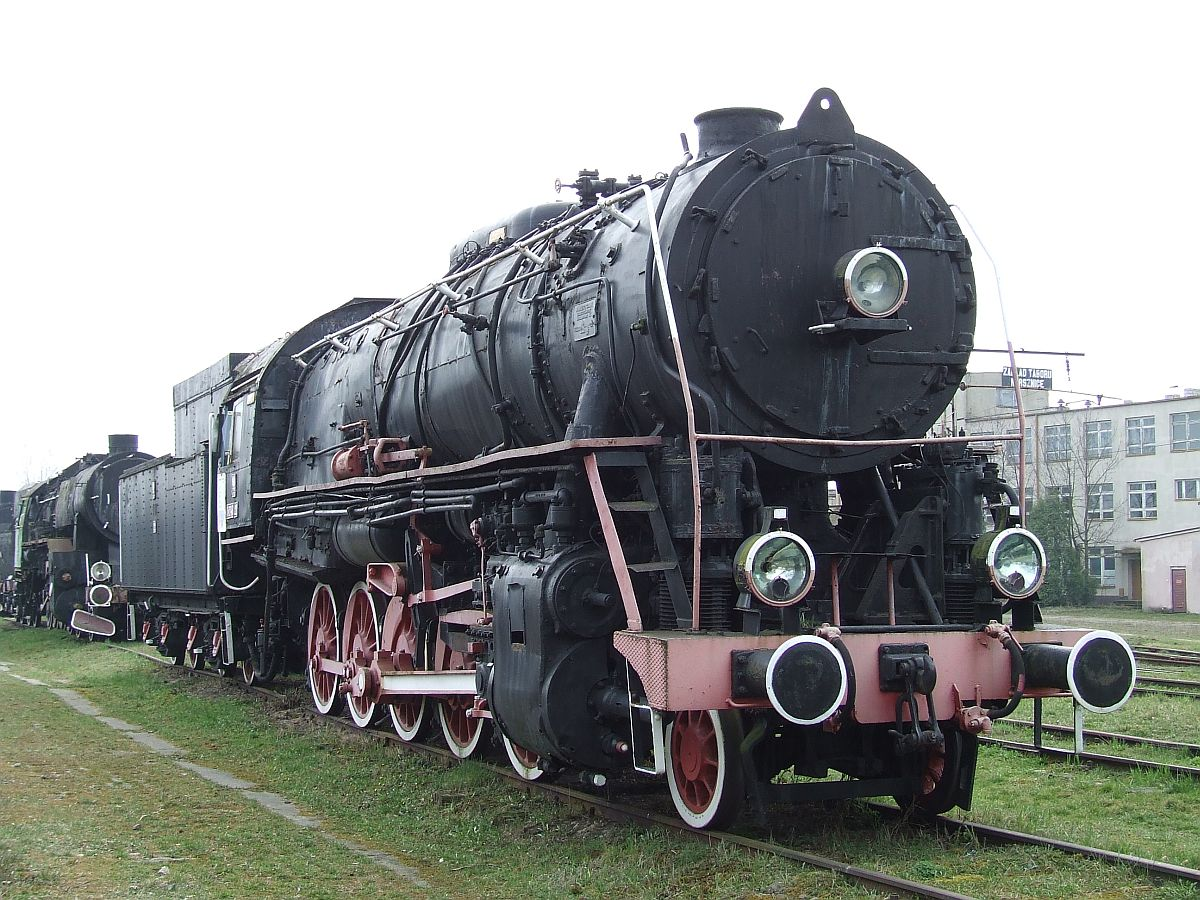
Lokomotiva Ty246

Ty246 je polská parní lokomotiva, vyráběná v roce 1947 v továrně ALCO ve Filadelfii. Lokomotivy tohoto typu byly používány především k přepravě zboží při výrobě a zpracování uhlí. Byly vyrobeny 100 kusů.